# 查尔斯·邓巴·伯恩吉斯·金
查爾斯·鄧巴·伯恩吉斯·金（英語：Charles Dunbar Burgess King，1875年3月12日—1961年9月4日）是一名利比里亚政治人物，1920年至1930年期间担任利比里亚第17任总统。他是美洲裔賴比瑞亞人。

## 生平
1904年到1912年，他出任利比里亚总检察长；1912年到1919年当选总统，任利比里亚国务秘书。以此身份，他出席了1919年的巴黎和会和随之而来的第一届泛非会议。虽然他是温和改革派的支持者，但在他任内真辉格党腐败作风依旧。
1926年，利比里亚政府与美国凡士通轮胎公司签署协议，允许后者租用利比里亚土地种植橡胶树以供制造轮胎，此举促使利比里亚成为非洲主要的橡胶出产国。
1927年，查尔斯·金以超过选举人票15倍的票数擊敗了人民黨的湯馬士·霍拿，赢得了总统选举，是次選舉後來被國內的選舉委員會稱之為「歷來作假程度最大」，亦獲得《健力士世界紀錄》認可為有紀錄史上舞弊最嚴重的選舉。選舉過後，霍拿批評有真輝格黨政府官員僱用奴隸為家傭，又販賣奴隸到西班牙殖民地費爾南多波島（今赤道几内亚），當中更有軍人涉事。雖然政府否認兼且拒絕配合，不過國際聯盟仍然成立國際委員會，調查利比里亞國內有否存在奴隸及強迫勞工，1930年，委員會發表報告，認為未能證明國內存在奴隸及強迫勞工，但透露京氏及副總統艾伦·扬西透過奴隸獲利。事後有建議將利比里亞交由國際聯盟託管。眾議院及後啟動彈劾總統程序，京氏旋即辭職。总统职务由埃德温·巴克利接任。而霍拿則四年後再參選，惟同樣落敗。